# Halominniza parentorum
Espèce
Halominniza parentorum est une espèce de pseudoscorpions de la famille des Olpiidae.

## Distribution
Cette espèce est endémique de Djibouti.

## Description
Le mâle holotype mesure 2,63 mm.

## Publication originale
- Mahnert, 1975 : Pseudoskorpione der Inset Reunion und von T.F.A.I. (Djibouti). Revue Suisse de Zoologie, vol. 82, no 3, p. 539-561 (texte intégral).